# Big South Men’s Soccer 2013
Die Big South Conference veranstaltete 2013 eine Fußballsaison im US-amerikanischen College Soccer. Die Coastal Carolina University gewann sowohl die Regular Season als auch die Postseason.

## Regular Season
Die Regular Season wurde am 3. September eröffnet und endete am 9. November.

### Tabelle
| Pl.               | Verein               | Sp. | S | U | N | Tore    | Diff. | Punkte |
| ----------------- | -------------------- | --- | - | - | - | ------- | ----- | ------ |
| 1.                | Coastal Carolina (M) | 10  | 9 | 0 | 1 | 024:500 | +19   | 27     |
| 2.                | High Point           | 10  | 6 | 2 | 2 | 022:110 | +11   | 20     |
| 3.                | Longwood             | 10  | 6 | 1 | 3 | 016:150 | +1    | 19     |
| 4.                | Gardner-Webb         | 10  | 6 | 0 | 4 | 020:900 | +11   | 18     |
| 5.                | Radford              | 10  | 5 | 2 | 3 | 013:800 | +5    | 17     |
| 6.                | Campbell             | 10  | 5 | 1 | 4 | 017:180 | −1    | 16     |
| 7.                | Liberty              | 10  | 5 | 0 | 5 | 016:150 | +1    | 15     |
| 8.                | Winthrop (P)         | 10  | 5 | 0 | 5 | 020:120 | +8    | 15     |
| 9.                | VMI                  | 10  | 2 | 0 | 8 | 012:270 | −15   | 06     |
| 10.               | UNC Asheville        | 10  | 2 | 0 | 8 | 004:180 | −14   | 06     |
| 11.               | Presbyterian         | 10  | 1 | 0 | 9 | 008:330 | −25   | 03     |
| Stand: Saisonende |                      |     |   |   |   |         |       |        |

### Kreuztabelle
|                              |                              | 1.                           | 2.                           | 3.                           | 4.                           | 5.                           | 6.                           | 7.                           | 8.                           | 9.                           | 10.                          | 11.                          |    | Heimbilanz | Heimbilanz | Heimbilanz | Heimbilanz | Auswärtsbilanz | Auswärtsbilanz | Auswärtsbilanz | Auswärtsbilanz |
| S                            | U                            | 1.                           | 2.                           | 3.                           | 4.                           | 5.                           | 6.                           | 7.                           | 8.                           | 9.                           | 10.                          | 11.                          | N  | Punkte     | S          | U          | N          | Punkte         |                |                |                |
| ---------------------------- | ---------------------------- | ---------------------------- | ---------------------------- | ---------------------------- | ---------------------------- | ---------------------------- | ---------------------------- | ---------------------------- | ---------------------------- | ---------------------------- | ---------------------------- | ---------------------------- | -- | ---------- | ---------- | ---------- | ---------- | -------------- | -------------- | -------------- | -------------- |
| Coastal Carolina             | 1.                           |                              | 2:1A                         | 4:0A                         | 1:0H                         | 1:0H                         | 5:2H                         | 1:0H                         | 3:1A                         | 2:0H                         | 0:1A                         | 4:0A                         | 5  | 0          | 0          | 15         | 4          | 0              | 1              | 12             |                |
| High Point                   | 2.                           | 1:2H                         |                              | 2:2A                         | 2:1A                         | 0:0A                         | 3:1H                         | 3:1H                         | 0:1H                         | 4:2A                         | 1:0A                         | 6:1H                         | 3  | 0          | 2          | 9          | 3          | 2              | 0              | 11             |                |
| Longwood                     | 3.                           | 0:4H                         | 2:2H                         |                              | 2:1A                         | 1:0A                         | 1:3A                         | 1:2A                         | 2:1H                         | 3:1H                         | 3:1H                         | 1:0H                         | 4  | 1          | 1          | 13         | 2          | 0              | 2              | 6              |                |
| Gardner-Webb                 | 4.                           | 0:1A                         | 1:2H                         | 1:2H                         |                              | 1:2A                         | 2:0A                         | 1:0H                         | 1:0H                         | 2:1A                         | 5:0H                         | 6:1A                         | 3  | 0          | 2          | 9          | 3          | 0              | 2              | 9              |                |
| Radford                      | 5.                           | 0:1A                         | 0:0H                         | 0:1H                         | 2:1H                         |                              | 1:1A                         | 2:1A                         | 0:1A                         | 3:0A                         | 2:0H                         | 3:2A                         | 2  | 1          | 1          | 7          | 3          | 1              | 2              | 10             |                |
| Campbell                     | 6.                           | 2:5A                         | 1:3A                         | 3:1H                         | 0:2H                         | 1:1H                         |                              | 1:3H                         | 2:1A                         | 3:2H                         | 1:0A                         | 3:0A                         | 2  | 1          | 2          | 7          | 3          | 0              | 2              | 9              |                |
| Liberty                      | 7.                           | 0:1A                         | 1:3A                         | 2:1H                         | 0:1A                         | 1:2H                         | 3:1A                         |                              | 3:2H                         | 2:3H                         | 1:0A                         | 3:1H                         | 3  | 0          | 2          | 9          | 2          | 0              | 3              | 6              |                |
| Winthrop                     | 8.                           | 1:3H                         | 1:0A                         | 1:2A                         | 0:1A                         | 1:0H                         | 1:2H                         | 2:3A                         |                              | 5:1A                         | 4:0H                         | 4:0H                         | 3  | 0          | 2          | 9          | 2          | 0              | 3              | 6              |                |
| VMI                          | 9.                           | 0:2A                         | 2:4H                         | 1:3A                         | 1:2H                         | 0:3H                         | 2:3A                         | 3:2A                         | 1:5H                         |                              | 1:0H                         | 1:3A                         | 1  | 0          | 4          | 3          | 1          | 0              | 4              | 3              |                |
| UNC Asheville                | 10.                          | 1:0H                         | 0:1H                         | 1:3A                         | 0:5A                         | 0:2A                         | 0:1H                         | 0:1H                         | 0:4A                         | 0:1A                         |                              | 2:0H                         | 2  | 0          | 3          | 6          | 0          | 0              | 5              | 0              |                |
| Presbyterian                 | 11.                          | 0:4H                         | 1:6A                         | 0:1A                         | 1:6H                         | 2:3H                         | 0:3H                         | 1:3A                         | 0:4A                         | 3:1H                         | 0:2A                         |                              | 1  | 0          | 4          | 3          | 0          | 0              | 5              | 0              |                |
| H=Heimspiel, A=Auswärtsspiel | H=Heimspiel, A=Auswärtsspiel | H=Heimspiel, A=Auswärtsspiel | H=Heimspiel, A=Auswärtsspiel | H=Heimspiel, A=Auswärtsspiel | H=Heimspiel, A=Auswärtsspiel | H=Heimspiel, A=Auswärtsspiel | H=Heimspiel, A=Auswärtsspiel | H=Heimspiel, A=Auswärtsspiel | H=Heimspiel, A=Auswärtsspiel | H=Heimspiel, A=Auswärtsspiel | H=Heimspiel, A=Auswärtsspiel | H=Heimspiel, A=Auswärtsspiel | 29 | 3          | 23         | 90         | 23         | 3              | 29             | 72             |                |

## Postseason
Die Postseason fand vom 12. bis zum 17. November in Greensboro, North Carolina statt.

| Viertelfinale | Viertelfinale    | Viertelfinale |   |                  | Halbfinale | Halbfinale | Halbfinale |  |  | Finale | Finale | Finale |
|               |                  |               |   |                  |            |            |            |  |  |        |        |        |
| 1             | Coastal Carolina | 2             |   |                  |            |            |            |  |  |        |        |        |
| 8             | Winthrop         | 1             |   |                  |            |            |            |  |  |        |        |        |
| 8             | Winthrop         | 1             | 1 | Coastal Carolina | 3          |            |            |  |  |        |        |        |
|               |                  |               | 1 | Coastal Carolina | 3          |            |            |  |  |        |        |        |
|               | 5                | Radford       | 2 |                  |            |            |            |  |  |        |        |        |
| 4             | 5                | Radford       | 2 | Gardner-Webb     | 1          |            |            |  |  |        |        |        |
| 4             |                  |               |   | Gardner-Webb     | 1          |            |            |  |  |        |        |        |
| 5             | Radford          | 2 n. V.       |   |                  |            |            |            |  |  |        |        |        |
| 5             | Radford          | 2 n. V.       | 1 | Coastal Carolina | 2          |            |            |  |  |        |        |        |
|               |                  |               |   | Coastal Carolina | 2          |            |            |  |  |        |        |        |
|               | 7                | Liberty       | 0 |                  |            |            |            |  |  |        |        |        |
| 6             | 7                | Liberty       | 0 | Campbell         | 1          |            |            |  |  |        |        |        |
| 6             |                  |               |   | Campbell         | 1          |            |            |  |  |        |        |        |
| 3             | Longwood         | 4 i. E.       |   |                  |            |            |            |  |  |        |        |        |
| 3             | Longwood         | 4 i. E.       | 3 | Longwood         | 0          |            |            |  |  |        |        |        |
|               |                  |               | 3 | Longwood         | 0          |            |            |  |  |        |        |        |
|               | 7                | Liberty       | 2 |                  |            |            |            |  |  |        |        |        |
| 7             | 7                | Liberty       | 2 | Liberty          | 1          |            |            |  |  |        |        |        |
| 7             |                  |               |   | Liberty          | 1          |            |            |  |  |        |        |        |
| 2             | High Point       | 0             |   |                  |            |            |            |  |  |        |        |        |

## Torschützenliste
| Pl. | Spieler         | Verein           | Tore |
| --- | --------------- | ---------------- | ---- |
| 1.  | Denzel Clarke   | Gardner-Webb     | 16   |
| 2.  | Ricky Garbanzo  | Coastal Carolina | 13   |
| 3.  | Mamadee Nyepon  | High Point       | 11   |
| 3.  | Pedro Ribeiro   | Coastal Carolina | 11   |
| 5.  | Achille Obougou | Winthrop         | 10   |
| 5.  | Bernardo Ulmo   | Radford          | 10   |
| 5.  | Sachem Wilson   | Liberty          | 10   |